# František Ježek
František Ježek (6. září 1890 Chrudim – 29. listopadu 1969 tamtéž) byl československý meziválečný politik, ministr československých vlád a poslanec za Československou národní demokracii a Národní sjednocení.

## Biografie
V parlamentních volbách v roce 1925 a parlamentních volbách v roce 1929 byl zvolen do Národního shromáždění za národní demokraty. V parlamentních volbách v roce 1935 úspěšně kandidoval na Národní sjednocení, do kterého národní demokracie vplynula. Poslanecké křeslo si oficiálně podržel do zrušení parlamentu roku 1939, přičemž v prosinci 1938 ještě přestoupil do poslaneckého klubu nově ustavené Strany národní jednoty.
Ve 20. letech 20. století patřil k předním politikům národních demokratů. Ve straně po parlamentních volbách roku 1925 působil v skupině okolo listu Demokratický střed, která byla kritická k tehdejšímu vedení. Okolo roku 1930 Ježek vystupoval proti stranické skupině okolo Františka Hodáče, kterou obviňoval z přílišné orientace na zájmy průmyslníků a velkopodnikatelů a zanedbávání zájmů zaměstnanců a středních vrstev. Pak se plně angažoval v debatách okolo vzniku a směřování formace Národní sjednocení. V roce 1937 patřil k odpůrcům rostoucího vlivu Jiřího Stříbrného a jeho příznivců. Po smrti Karla Kramáře si strana nezvolila předsedu, ale Ježek se stal jedním z místopředsedů. V březnu 1938 se Ježek stal ministrem a tím ukončil několikaletý pobyt národních demokratů (respektive Národního sjednocení) v opozici. V září 1938 hlasoval Ježek stejně jako lidovci Jan Šrámek a Jan Dostálek proti přijetí anglo-francouzského ultimáta, které tlačilo na Československou republiku, aby přijala požadavky nacistického Německa. Ve třetí vládě Milana Hodži, v roce 1938, zastával nejprve post ministra bez portfeje, v květnu se stal ministrem zdravotnictví.
Profesí byl vrchním radou Československých státních drah a novinářem. Podle údajů z roku 1935 bydlel v Praze. Pohřben byl v Chrudimi na hřbitově U Kříže.